# Rowilson Rodrigues
Rowilson Rodrigues (* 26. März 1987 in Majorda) ist ein indischer Fußballspieler, der als Verteidiger eingesetzt wird.

## Karriere

### Verein
In seiner Jugend startete er seine Karriere bei der SESA Football Academy, danach ging es für ihn zu dem in der Region Goa liegenden Klub Churchill Brothers und wurde mit dem Klub in der Saison 2008/09 Meister. Dort spielte er bis zur Saison 2010/11. und schloss sich im Juni 2011 dem Lokalrivalen Dempo an, in dieser Saison konnte zudem gleich auch der Meistertitel gefeiert werden. Dort hielt es ihn aber auch nur weitere zwei Jahre. Danach ging es für ihn 2013 zum traditionsreichen Klub Mohun Bagan in Kolkata. Lediglich ein Jahr später 2014, kehrte er wieder zurück zum Dempo Sports Club. Dort spielte er aber auch nicht aktiv, sondern wurde direkt per Leihe weiter zum FC Goa geschickt. Dort hatte er aber auch nur einen einzigen Einsatz. Bei der 0:1-Niederlage auswärts gegen die Kerala Blasters am 6. November 2014, wurde er zudem erst in der 76. Minute eingewechselt.  Im Jahr danach ging es für ihn über eine weitere Leihe zum Mumbai City FC. Nach einer weiteren Spielzeit ohne weitere Leihe, ging es für ihn dann im Sommer 2016 zum FC Bardez Goa. Anfang 2017 ging es dann von dort aus über eine Leihe wieder zurück zu den Churchill Brothers. Im Juli 2017 wurde er schließlich vom 2014 gegründeten Franchise Delhi Dynamos FC gedraftet. Dort blieb er aber nur eine Saison und wurde dann vereinslos. Seit Dezember 2018 ist er wieder bei den Churchill Brothers unter Vertrag.

### Nationalmannschaft
Für die U-23 wurde er in den Kader für die Asienspiele 2010 berufen, in diesem Turnier spielte er immer von Beginn und erreichte mit der Mannschaft das Achtelfinale, in dem man gegen Japan dann jedoch ausschied.
In seinem einzigen Einsatz für die indische Nationalmannschaft wurde er auswärts bei einem Freundschaftsspiel am 17. Juli 2011 gegen Katar zur zweiten Halbzeit eingewechselt.